# Raionul Bolgrad
Raionul Bolgrad este un raion al regiunii Odesa din Ucraina, format în 2020. Reședință este orașul Bolgrad.